# Vladimir Bortko
Vladimir Vladimirovitj Bortko (ryska: Владимир Владимирович Бортко), född 7 maj 1946 i Moskva, är en rysk regissör och manusförfattare. Han har arbetat inom film, TV och teater.

## Biografi
Vladimir Bortko arbetade som elektriker i Kiev innan han antogs till Kievs dramatiska högskola. Han debuterade som långfilmsregissör 1978 och fick sitt breda genombrott med Blondinka za uglom från 1984. Ännu större framgång fick han med Edinozjdy solgav (1987) och En hunds hjärta (1988), den senare en filmatisering av Michail Bulgakovs roman med samma titel.
Efter Sovjetunionens fall har Bortko gjort flera högprofilerade litteraturbearbetningar för TV, som Idiot (2003) efter Fjodor Dostojevskijs Idioten, och en miniserie från 2005 efter Bulgakovs Mästaren och Margarita. Hans krigsfilm Taras Bulba från 2009, som bygger på den andra, mer ryskpatriotiska versionen av Nikolaj Gogols historiska roman Taras Bulba, ingick i den kulturella striden om Ukrainas nationella identitet. Bortko anser att ukrainarna är en del av det ryska folket och att det inte finns något separat Ukraina.

## Filmografi (i urval)
- 1984 – Blondinka za uglom
- 1987 – Edinozjdy solgav
- 1988 – En hunds hjärta
- 2003 – Idiot (TV-serie)
- 2005 – Mästaren och Margarita (TV-serie)
- 2009 – Taras Bulba